# Эдерер, Карл
Карл Эдерер (нем. Carl Ederer; 23 апреля 1875[…], Вена — 2 апреля 1951, Мюнхен) — австрийский живописец, график и мозаист, живший и работавший в Германии с 1910 года.

## Биография

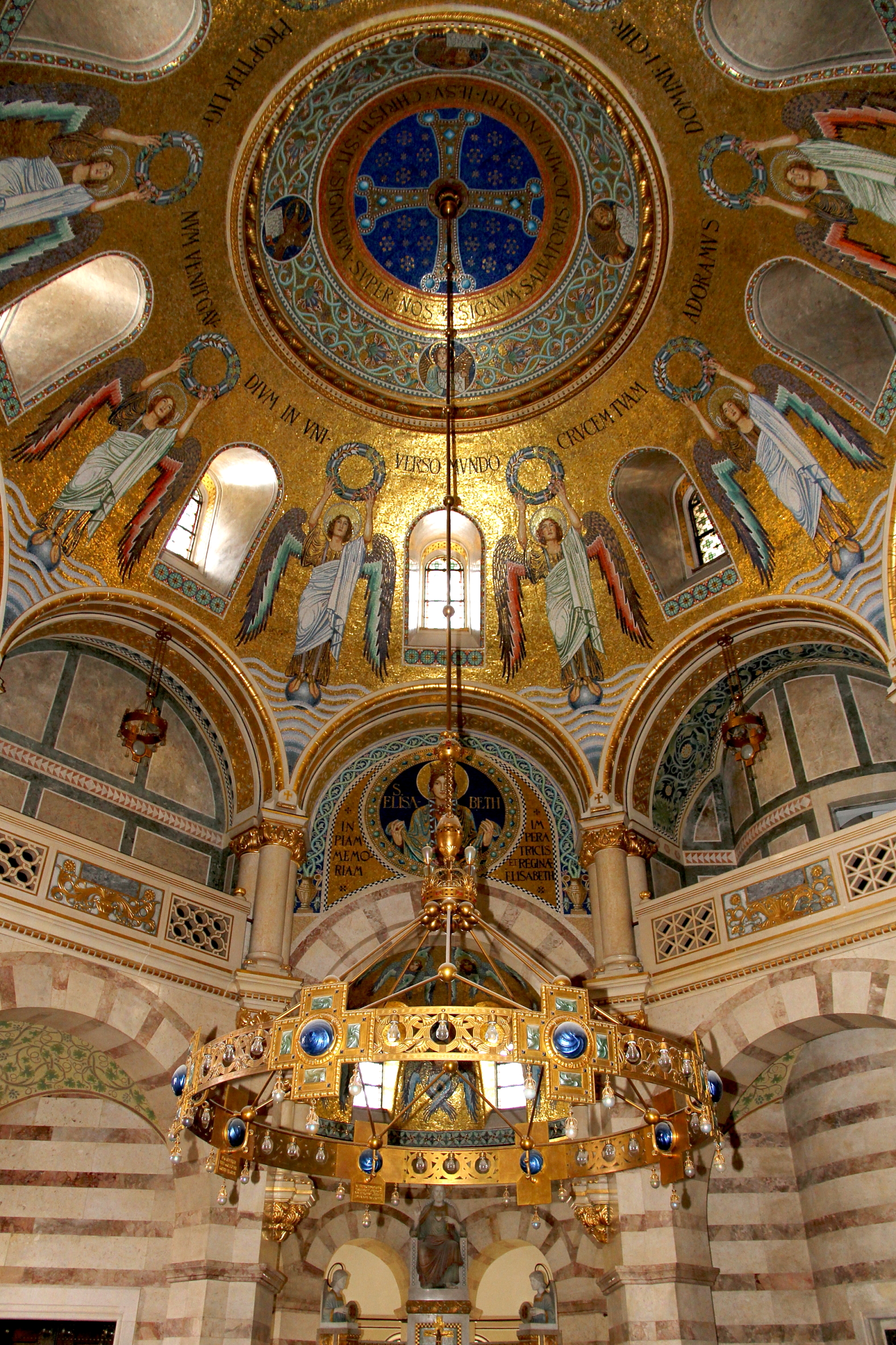
Золотая мозаика в капелле Елизаветы мексиканской церкви

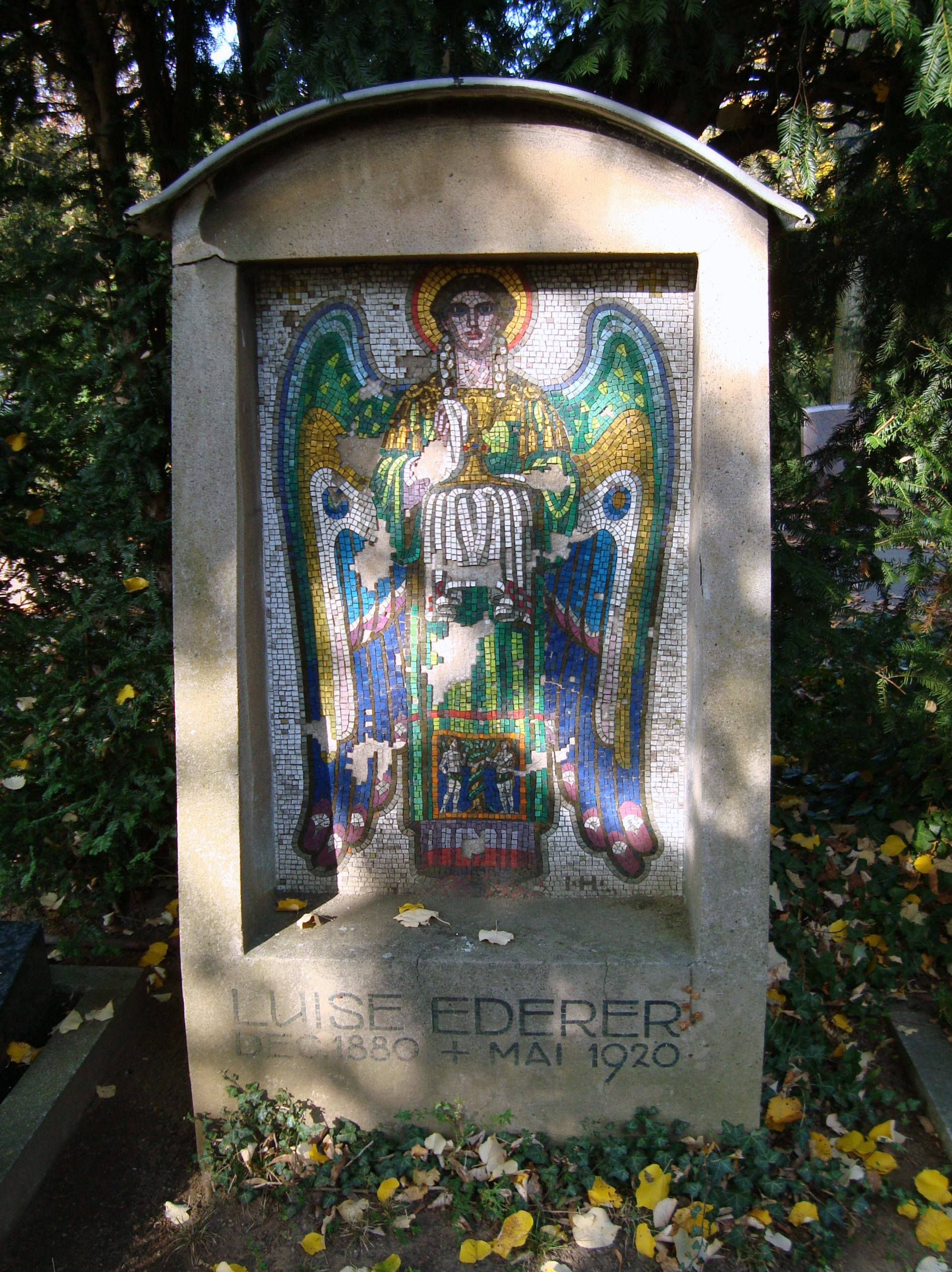
Могила Луизы Эдерер (1880—1920) на кладбище Дюссельдорф-Хердт.

Эдерер посещал частную школу живописи, а также Венскую школу прикладного искусства и Венскую художественную академию. В 1899 году он получил Римскую премию Академии.
С 1905 по 1909 год был членом Венского сецессиона. После судебного процесса над Коломаном Мозером в 1908 году, завершившегося мировым соглашением, он уехал из Вены и в 1910 году принял должность профессора Дюссельдорфской художественной академии, которую занимал до 1944 года. Там он был членом известного объединения художников «Малкастен» . В Дюссельдорфе он жил со своей женой Луизой в Дюссельдорф-Оберкасселе, которая умерла в 1920 году. Его коллега по академии Йозеф Хубер спроектировал ее надгробие с мозаикой в виде ангела.
В 1944 году он был включен в так называемый список одаренных Богом художников, которые были незаменимы для культуры нацистского рейха, и последовавшее с этим связанное освобождение от службы имело лишь символическое значение, учитывая его почтенный возраст.
Эдерер сделал эскизный рисунок для мозаичного алтаря в церкви в Штайнхофе, из-за которого судился с Коломаном Мозером из-за его обвинения в плагиате. Он также рисовал эскизы капеллы Елизаветы в церкви Мехико, украшенной золотой мозаикой.
В дополнение к работам, выполненным в религиозных сооружениях, таким как упомянутые мозаики, особое внимание в его творчестве также уделялось изображениям животных. Большая выставка из более чем 40 работ на Большой художественной выставке в Дюссельдорфе в 1911 году показала его творчество в разрезе и включала картины маслом, пастелью, акварелью, темперой, рисунками и литографиями.

## Использованная литература
- Ederer, Carl. In: Ulrich Thieme (Hrsg.): Allgemeines Lexikon der Bildenden Künstler von der Antike bis zur Gegenwart. Begründet von Ulrich Thieme und Felix Becker. Band 10: Dubolon-Erlwein. E. A. Seemann, Leipzig 1914, S. 341 (Textarchiv — Internet Archive).
- Liselotte Schwab: Hommage an eine ermordete Kaiserin. Die Elisabeth-Kapelle in der Kaiser-Franz-Josef-Jubiläumskirche in Wien II., Mexikoplatz. (Magisterarbeit, Universität Wien, 2009.) Diplomica Verlag, Hamburg 2010, ISBN 978-3-8366-9015-7, S. 102 f. (books.google.at).
- Martin Ederer: Carl Ederer 1875—1951. Wien, Düsseldorf, München. Gemälde, Zeichnungen, Plastiken. G. Bresler, Erlangen 1994.